# Onciale 083
- Papyrus
- Onciale
- Minuscules
- Lectionnaire

Le Codex 083, portant le numéro de référence  083 (Gregory-Aland), ε 31  (Soden), est un manuscrit du parchemin du Nouveau Testament en écriture grecque onciale. 

## Description
Le codex se compose de 6 folios. Il est écrit sur deux colonnes, avec 25 lignes par colonne. Les dimensions du manuscrit sont de 28 x 26. Les paléographes datent ce manuscrit du VIe siècle (ou VIIe siècle),.
083 a appartenu au même manuscrit que les manuscrits Onciale 0112 et 0235.
Contenu
C'est un manuscrit contenant le texte du Évangile selon Jean 1,25-41; 2,9-4,14.34-49.
Onciale 0112 contenant le texte du Évangile selon Marc 14,29-45; 15,27-16,8 (2 folios).
Onciale 0235 contenant Évangile selon Marc 13,12-14.16-19.21-24.26-28 (1 folio).
Texte
Le texte du codex représenté type alexandrin. Kurt Aland le classe en Catégorie II.
Lieu de conservation
Le codex fut divisé en trois parties. Il est actuellement conservé entre trois bibliothèques : 
- 083 à la Bibliothèque nationale russe (Gr. 10) à Saint-Pétersbourg.
- 0112 au Monastère Sainte-Catherine à Sinaï.
- 0235 à la Bibliothèque nationale russe[1],[2].